# 日向あずみ
日向 あずみ（ひゅうが あずみ、本名：久住 智子（くずみ ともこ）、1975年1月6日 - ）は、日本の元女子プロレスラー。
千葉県松戸市出身。身長160cm、体重58kg。血液型AB型。
現役時代はJWP女子プロレスに所属していた。引退後もコーチ兼フロントスタッフとしてJWPに籍を置く。

## 人物
試合ではヒザを使ったスピードのある攻撃の方に目を奪われがちだが、相手の攻めを受けることが先行するタイプである。それが俗に言う「スイッチが入った」状態になると、気迫こもった鬼の攻撃が始まり一気に試合ペースを支配する。
若手時代はキューティー鈴木の付き人をしていた。
JWP認定無差別級王座戴冠4度、通算防衛15度は歴代1位。JWPの他にNEO女子プロレスにも常連参戦してNWA女子パシフィック王座&NEO認定シングル王座（NEO二冠王座）も獲得しており、他団体ながらNEO殿堂にも表彰されている。そのNEOのエースであった田村欣子とはプロレスデビューにおいて同期 であり、ライバルであった。
引退後もJWPスポーツ教室のコーチとして後進の指導にも当たるなど、裏方としてJWPを支える。一方で、田村と同じアロマスクールに通い、現在はマッサージ師として時には「ふらっとんTIMES」にも出張する。田村の出張アロマに同行することもある。
現役時代に使用した青のリングコスチュームは引退後にデビューした後輩のmasu-meに譲渡された。

## 所属
- JWP女子プロレス（1994年 - 2009年）

## 経歴・戦歴
1994年
- 12月4日、東京・後楽園ホールでのJWPの「三都市街戦2」シリーズ開幕戦における、同じJWPの先輩レスラー能智房代戦で、本名でデビュー。この興行では、宮口知子（輝優優）、天野理恵子（カルロス天野）もデビューを果たしている。

1995年
- 1月15日、千葉・君津市体育館で、デビュー後の初勝利を同期の倉垣靖子（倉垣翼）から挙げる。

1996年
- 1月14日、東京・後楽園ホールでGAEA JAPANと合同のタッグトーナメント「ファイト・トゥー・ザ・ラスト・ヤング・ジェネレーション・ミックス」を同じ松戸出身の永島千佳世とのタッグで優勝。
- 5月18日、東京・大田区体育館での全日本女子プロレス主催「第1回ジュニア・オールスター戦」に出場。田村欣子の全日本ジュニア王座に挑戦し敗れるも、大会ベストバウト賞を受賞。
- 8月10日、東京・後楽園ホールで「JWP認定ジュニア王座決定ザ・ジュニア・ボディーヒート・ワンナイトトーナメント」において宮口知子、能智房代、天野理恵子を破り優勝。第5代JWP認定ジュニア王者となった。
- 8月12日、8月13日、東京・日本武道館で2日間に渡って行なわれた全日本女子プロレスの「ディスカバー・ニューヒロイン・タッグトーナメント」に当時のJWPのエース、ダイナマイト・関西とのチームで出場。決勝戦でアジャ・コング・田村欣子組と対戦し、田村を旋回式ボディ・プレスで下して優勝。表彰式の写真が「週刊プロレス」誌の表紙を飾った。

1997年
- 3月9日、後楽園ホールでこれが引退試合となる矢樹広弓を下しJWPジュニア王座8度目の防衛。
- 5月21日、埼玉・コモディイイダ鳩ヶ谷店駐車場にて宮口知子の挑戦を雪崩式ダブルアーム・スープレックスで退け、JWP認定ジュニア王座の連続防衛回数を10回に伸ばした。
- 6月8日、神奈川・ 横浜文化体育館、にて当時福岡晶が所持していたJWP認定無差別級王座に挑戦するも敗れる。
- 8月17日、後楽園ホール昼夜興行の夜の部で宮口に敗れ、JWPジュニア王座から転落。
- 9月20日、後楽園ホールでのJWP認定後楽園タッグ王座決定ワンナイト・トーナメントに、本谷香名子（美咲華菜）と組んで出場。優勝し後楽園タッグ王者となった。
- 12月7日、京都・KBSホールにおいて宮口知子とのタッグで、デビル雅美＆福岡晶の保持していたJWP認定タッグ王座に挑戦するも、自身がデビルにフォールされ敗れる。

1998年
- 2月11日、東京・後楽園ホールで豊田真奈美＆伊藤薫のJWP認定タッグ王座に挑戦。パートナーの福岡晶が豊田をムーンサルト・フットスタンプでフォール、同タイトルを獲得した。
- 6月14日、東京・後楽園ホールにおいてデビル雅美＆キューティー鈴木に敗れてタッグタイトルを失うも、7月31日、神奈川・川崎市体育館で再び福岡晶と組んで挑戦し、タイトル奪回（自身がデビルをフォール）。
- 9月6日、観客動員が低迷し始めていたことに危機感を持ち決起、後楽園ホール昼夜興行の夜の部で師匠・キューティー鈴木を初公開のみちのくドライバーIIでフォールし「フリーでやらせてもらう」と発言。
- 10月11日、「お客さん、一人でも多く集まれ!!」と題した興行（後楽園ホール）のメインで福岡と一騎討ちを行い、みちのくドライバーIIでフォール勝ち。

1999年
- 2月24日、東京・東天紅上野店にてJWP認定無差別級王座挑戦者決定トーナメント決勝戦でデビル雅美と闘いフォール勝ち。なお、本名の「久住智子」での試合はこの日まで、2月27日の千葉・君津市民体育館以降のリングネームは「日向あずみ」となった。
- 2月28日、東京・後楽園ホールにて福岡のJWP認定無差別級王座に挑戦、途中ムーンサルト・フットスタンプをまともに受け苦しむも、みちのくドライバーII5発で勝利し第5代JWP認定無差別級王者となった。福岡はこの1か月後に引退。
- 12月23日、東京・後楽園ホールにて輝優優（宮口知子）の挑戦を受けての4度目の防衛戦。高角度後方回転エビ固めで敗れて無差別級のタイトルを失う。

2000年
- 2月11日、東京・後楽園ホールにて行なわれた全日本女子プロレスの興行において、前川久美子を破りオールパシフィック王座（第38代）を奪取。
- 5月31日、東京・北沢タウンホールでのNEO女子プロレス旗揚げ戦に参戦。メインイベントで田村欣子と組み元気美佐恵&輝優優とキャリア同期4人のタッグマッチ。
- 6月18日、東京・後楽園ホールにおいて、コマンド・ボリショイとのタッグで全日本女子プロレスのZAP-I＆ZAP-Tと対戦。反則勝ちでJWP認定タッグ王座を奪取するも、その後王座返上。ベルトは団体預かりに。
- 7月15日、東京・フジテレビ7階屋上庭園での全日本女子プロレスの興行で、渡辺智子に敗れ、オールパシフィック王座を失う。
- 11月26日、東京・ディファ有明において、コマンド・ボリショイにシングルで勝利。JWP四天王と呼ばれた選手達の中で、ただ一人ボリショイから勝利を挙げていなかった日向が、ボリショイ越えを果たした瞬間であった。なお、この興行から約3か月間、JWPは活動休止となった。

2001年
- 2月12日、アルシオン・後楽園ホール大会で浜田文子の保持するクイーン・オブ・アルシオン王座に挑戦するも敗れる。
- 2月18日、東京・ディファ有明にてJWPが活動再開。日向はコマンド・ボリショイのJWP認定無差別級王座に挑戦し勝利、第8代王者に。
- 2月18日、アルシオンのディファ有明大会で行なわれた「HYPER VISUAL FIGHTING TOURNAMENT ZION 2001」に出場。キャリアでは先輩にあたる玉田凛映や吉田万里子(共にアルシオン所属)を連覇して決勝戦に進出するが、GAMIに敗れて準優勝となった。
- 8月31日、東京・板橋区立産文ホールで春山香代子と組み、輝優優&元気美佐恵を破って第18代JWP認定タッグ王者になるも、9月10日、東京・東京キネマ倶楽部でコマンド・ボリショイ＆GAMIに敗れて王座を失う。
- 12月9日、東京・ディファ有明にてGAMIの挑戦を退け、JWP認定無差別級王座を防衛（3度目の防衛戦）。

2002年
- 5月19日、東京・ディファ有明にて輝優優を相手にドレスアップ・ワイルドファイト（ストリートファイトマッチ）にてJWP認定無差別級タイトル戦を行ない、5度目の防衛に成功。
- 7月20日、東京・新宿アイランドホールにおいて、輝優優とのタッグでコマンド・ボリショイ＆GAMI組を破り、第20代JWP認定タッグ王者となった。シングルの無差別と合わせ、2冠王者として君臨。
- 輝の退団→GAEA JAPAN移籍が表面化したあとの10月27日、急遽輝との一騎討ちが組まれ、みちのくドライバーIIで勝利。
- 11月3日、東京・ディファ有明にてJWP10周年記念大会が行なわれ、日向は輝と組みJWP認定タッグの防衛戦を行なった。NEO女子プロレスの田村欣子＆元気美佐恵の挑戦を受け、激闘の末にこれを退けてタイトルを防衛するも、輝のJWP退団により王座返上。また、日向は無差別級のタイトルも返上。
- 11月10日 - 11月15日、コマンド・ボリショイと共に遠征先のメキシコで試合。アレナ・メヒコやアレナ・コリセオといった著名な会場にも出場する。

2003年
- 3月6日、東京・北沢タウンホールでのNEO女子プロレスの興行で、井上京子を破りNWA女子パシフィック王座&NEO認定シングル王座を奪取。

以後、40日間弱の間に3度の防衛に成功するも、5月5日のNEO後楽園ホール大会において田村欣子によって奪回される。
2004年
- 4月10日、東京・北沢タウンホールでのNEO女子プロレスの興行で負傷（左膝前十字靭帯断裂）。以後、約2か月間の欠場。4月18日の全日本女子プロレス・後楽園ホール大会でアメージング・コングが保持していたWWWA世界シングル王座への挑戦が予定されていたが中止となり、1年後に全日本女子が解散したこともあって、その後日向に挑戦の機会が訪れることは無かった。
- 9月12日、3年10か月振りとなるJWPの、東京・後楽園ホールでの興行。メインの6人タッグは「日向あずみデビュー10周年試合」として行なわれ、日向が記念試合を勝利で飾った。
- 11月28日、東京・東京キネマ倶楽部大会。10月17日から行なわれたJWP認定無差別級王者決定トーナメントの決勝戦で、春山香代子を下して第9代の無差別級王者に返り咲く。

2005年
- 2月20日、東京・東京キネマ倶楽部において米山香織の挑戦を退け、無差別級タイトルを防衛。この試合は専門誌「Lady'sゴング」誌上で、この年の最優秀試合との評価を受けた。
- 5月15日、東京・後楽園ホールで伊藤薫の挑戦を受け、これを破って無差別級タイトルを防衛。
- 9月18日、東京・後楽園ホールでの無差別級選手権試合で、倉垣翼のファイアーバード・スプラッシュに敗れ、王座陥落。
- 12月3日、新宿FACE大会でフリーとなった輝と3年ぶりの一騎討ちを行い、みちのくドライバーIIで勝利。

2006年
- 9月18日、東京・後楽園ホールで豊田真奈美を倒し、第12代JWP認定無差別級王者となった。
- 11月17日、OZアカデミー初参戦。倉垣と組み、天野&輝と同期4人のタッグマッチ。
- 11月26日、東京・東京キネマ倶楽部で闘獣牙Leonを相手に無差別級タイトルを防衛。
- 12月24日、東京・後楽園ホール。NEO女子プロレスのエースとして二冠王座を11回連続防衛していたライバル・田村欣子と、互いのベルト（NEO統一2冠王座とJWP無差別級王座）を賭けた3冠統一選手権試合を行なった。60分フルタイムドローで両者共に防衛となったが、日刊バトル大賞で全体の半数近くの票を集めてベストバウトに選ばれる等、名勝負として非常に高く評価された。

2007年
- 2月11日、東京・東京キネマ倶楽部でのGAMI主催興行で、ディック東郷とシングルで対戦。必殺技ダイビング・セントーンを受けてフォール負けを喫す。
- 2月18日、神奈川・川崎市体育館でのNEO女子プロレスの興行で、里村明衣子とのタッグで元気美佐恵＆高橋奈苗と対戦。4者入り乱れての激戦を制したのは、日向のダイビング延髄ニーだった。
- 4月8日、4月15日、2大会に渡って行われたJWP主催の「ディスカバー・ニューヒロイン・タッグトーナメントII」に後輩の中島安里紗と組んで出場。宮崎有妃＆野崎渚、田村欣子＆栗原あゆみ、高橋奈苗＆夏樹☆たいようを破って決勝戦に進出したが、元気美佐恵＆勇気彩に敗れて準優勝となった。
- 6月10日、東京・東京キネマ倶楽部で蹴射斗をフォールし無差別級選手権を防衛。
- 8月26日、東京・後楽園ホールでアメージング・コングの挑戦を受けてのJWP認定無差別級選手権。試合中に故障箇所の左膝を痛めて苦戦するも、勝利して4年前の因縁に決着。
- 9月23日、大阪・ミナミ ムーブ・オン アリーナでプロレスリングWAVE初参戦。桜花由美から勝利。
- 10月5日、宮城・Zepp Sendaiでのセンダイガールズプロレスリングの興行に出場。中島安里紗とのタッグで里村明衣子＆ティラノサウルス奥田と対戦し、ランニング・ニーアタックで里村をフォール。里村は負傷し、長期欠場となった。
- 10月7日、大阪・大阪府立体育会館でのZERO-SUN興行。高橋奈苗とシングルで闘い、激闘の末に敗れる。
- 10月8日、東京・新宿FACEで行われた「どすこいプロレス」に参戦し、メインで維新力と組み高山善廣＆浜田文子と対戦。維新力が高山に敗れた。
- 12月9日、東京・後楽園ホールで米山香織の挑戦を受けてこれを退け、JWP認定無差別級選手権の5度目の防衛に成功。

2008年
- 3月9日、東京・JWP道場にて行われた道場マッチにおいて、高角度後方回転エビ固めで阿部幸江に3カウント奪われる。特別レフェリー・春山香代子の高速カウントとは言え、日向がシングルマッチで後輩選手に敗れることは珍しい。

なお、「卒業マッチ」と題されたこの試合で、高校の制服姿の阿部はともかく、日向はなぜか女性警察官の格好であった。
- 4月29日、東京・後楽園ホール。挑戦者決定リーグ戦を勝ち上がってきた春山香代子を相手にし、JWP認定無差別級選手権の防衛戦を行うも、激戦の結果敗れ王座転落。

この後、負傷箇所であるヒザの手術のために約5か月間、欠場となった。
- 9月23日、後楽園ホール大会で輝優優と組み、NEO女子プロレスの田村欣子&元気美佐恵を相手に復帰戦。いきなり本領発揮とはいかず、田村のフィニッシュ・ホールドである、肘のサポーターを投げ捨ててのランニング・エルボーバットに沈む。
- 11月24日、東京・新宿FACEでの「どすこいプロレス」に出場。維新力のパートナーを務め、蝶野正洋&立野記代と対戦。蝶野をエルボーで倒し顔を踏みつけるなど大いに気を吐いたが、最後は維新力が蝶野にフォールされた。

2009年
- 4月12日、東京・後楽園ホールで春山香代子のJWP認定無差別級選手権に挑戦。熱戦が展開され会場も盛り上がったが、雪崩式キーンハンマー、ラリアット連打、キーンハンマーと春山の大技攻勢に力尽き、ベルトの奪取ならず。
- 5月5日、東京・板橋区立グリーンホールでのチェリー興行『ファンタジーイリュージョン2』に出場。ユニオンプロレスの高梨マサ子と対戦し、みちのくドライバーIIで勝利。この興行は5月3日から4日間にわたって行なわれた「春の板橋女子プロレス祭り」の一環であり、その7興行の全試合から「週刊プロレス」誌や「日刊バトル」のコラムでベストバウトに選ばれたのがこの試合だった。
- 7月9日、年末の後楽園ホール大会で引退することを発表。
- 8月16日、OZアカデミー後楽園大会。コマンド・ボリショイ、カルロス天野と組み、6人タッグ出場。
- 10月11日、最後のOZアカデミー参戦。尾崎魔弓と組み、ダイナマイト・関西&カルロス天野組に勝利。
- 11月27日、アイスリボン初参戦。タッグ戦の前哨戦としてさくらえみとの2日連続シングルマッチを勝利し、翌日も連勝。
- 12月13日、神奈川・ラゾーナ川崎プラザソル大会。輝優優とのタッグで米山香織・さくらえみ組を破ってJWP認定タッグ、デイリースポーツ認定女子タッグ、インターナショナル・リボンタッグの3つのタッグタイトルを奪取。
- 12月18日、最後のNEO女子プロレス参戦。JWPで同期だった宮崎有妃とシングル。
- 12月27日、後楽園ホール大会のタッグマッチ（日向・ボリショイvs春山・米山）を最後に現役を引退した。引退試合に先立って行われたバトルロイヤルでは現役のOGやライバルなどゆかりの他団体女子レスラーに加えてザ・グレート・カブキも登場。引退セレモニーでは師匠キューティー鈴木や先に引退した同期の美咲華菜らOGも来場した。

2010年
- 4月18日、引退試合を収録したDVD発売を記念して後楽園ホール大会にてサイン会を開く。
- 5月3日、NEO殿堂に表彰される。
- 11月3日、ユニオンプロレス新木場大会で行われたJWP認定無差別級選手権・米山香織vsチェリーにて、立会人を務めた。
- 12月23日、後楽園ホール大会で、JWP王者米山と、かつて自身も三冠統一をかけて対戦したNEO二冠王者田村欣子との三冠統一戦の立会人を務めた。
- 12月31日、NEO女子プロレス最終興行に来場。

2011年
- 4月3日、後楽園ホール大会で、勝愛実のデビュー戦特別レフェリー。

2012年
- 4月22日、20周年記念後楽園ホール大会で8人タッグの特別レフェリー。
- 12月6日、レッスル武闘館大会で、最後のJWP参戦となった同期輝優優のセコンド。

## 得意技
- みちのくドライバーII
- ダブルアーム・バックブリーカー

ダブルアーム・スープレックスの体勢から相手を上方にあげ、落ちてきたところにヒザを突きたてる。日向が新人時代にデビル雅美から伝授された。
- スワンダイブ式ドロップキック
- ダイビング・延髄ニー
- 各種ニーアタック（この技で仙女のエース、里村明衣子は右眼窩底を骨折）
- ジャーマン・スープレックス

正調のもののほか、ロコモーション式、トップロープからのスパイダージャーマンも使用する。スパイダージャーマン使用後、腹筋を使って起き上がるところまでが見せ場のひとつ。
- ダブルアーム・スープレックス

正調のものと、ロコモーション式を使用。

## タイトル歴
- JWP認定無差別級王座
- JWP認定タッグ王座
- JWP認定ジュニア王座
- JWP認定後楽園タッグ王座
- デイリースポーツ認定女子タッグ王座
- オールパシフィック王座
- NWAパシフィック女子&NEO認定シングル王座
- インターナショナルリボンタッグ王座

## 入場テーマ曲
- 「WE ALL FALL DOWN」（John Sykes）

## 登場メディア
- 2009年12月 ボウリング・マガジン2010年1月号「P☆リーガー VS 女子プロレスラー 異種格“投”技戦!?」

同誌の濱部良典編集長は週刊プロレス編集長時代に久住智子（当時）を表紙に起用したことがあり、それが縁で企画が実現した。